# Quelle (Versandhandel)
Die Quelle GmbH (Name ab 2006) ist seit dem 2. Mai 2013 ein in Burgkunstadt ansässiger eigenständiger Versandhandel und ein Tochterunternehmen der Otto Group.
Zuvor war Quelle ein deutsches Familienunternehmen. 1999 fusionierte Quelle als Quelle Schickedanz AG & Co. mit dem Warenhauskonzern Karstadt. Im Zusammenhang mit der Insolvenz der Arcandor (bis 2007 KarstadtQuelle AG) wurde das Versandunternehmen Quelle aufgelöst und in Teilen verkauft. Von 2011 bis 2013 existierte eine Quelle GmbH mit Sitz in Hamburg. Die Marke „Quelle“ agiert seither wieder als Universalversandhaus und gehört heute dem Baur Versand (der der Otto Group zuzurechnen ist).

## Geschichte

### 1927–1932: Gründung und erste Jahre

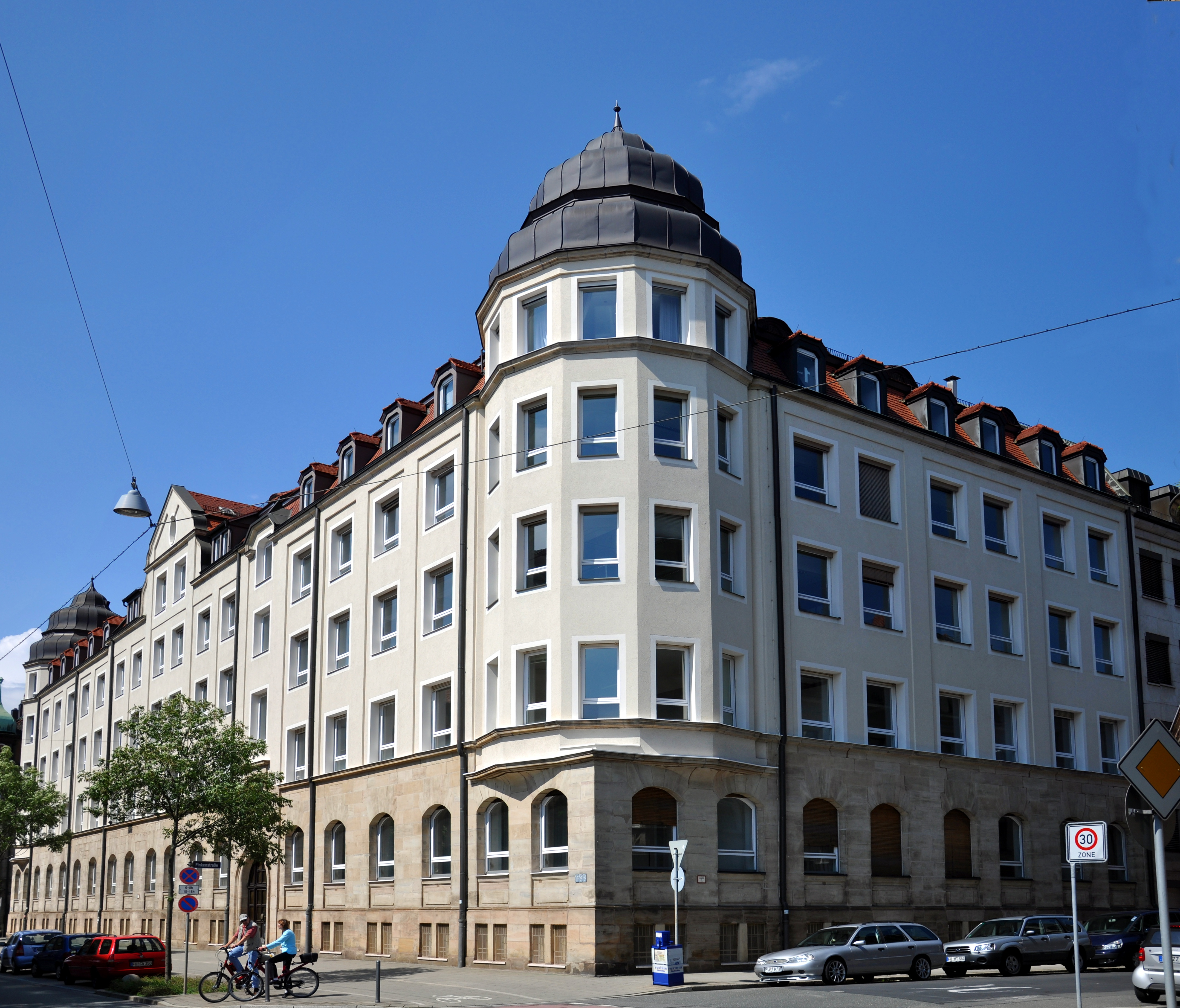
Ehemalige Quelle-Hauptverwaltung in Fürth

Das Unternehmen wurde am 26. Oktober 1927 von Gustav Schickedanz (1895–1977) in Fürth gegründet. Seine Frau Anna Schickedanz arbeitete ebenfalls in der Unternehmensleitung. Am 13. Juli 1929 kam sie zusammen mit ihrem Sohn Leo (5) und Gustav Schickedanz’ Vater Leo Schickedanz (72) bei einem Autounfall ums Leben. Gustav Schickedanz wurde schwer verletzt, die Tochter Louise (4) blieb unverletzt.

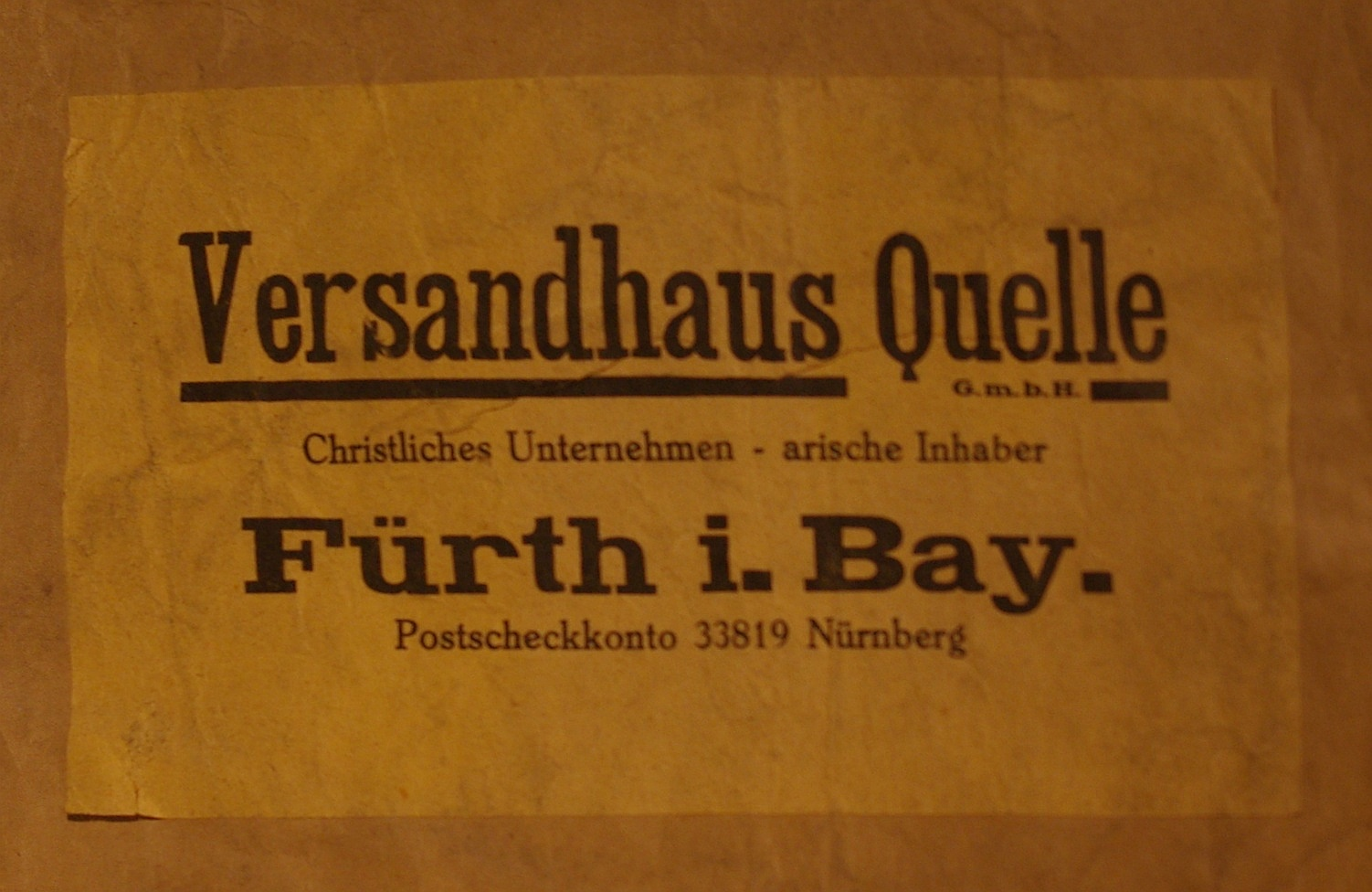
Verpackungsaufkleber des Versandhauses Quelle aus den 1930er oder 1940er Jahren mit dem Hinweis „Christliches Unternehmen – arische Inhaber“

Historisches Quelle-Logo

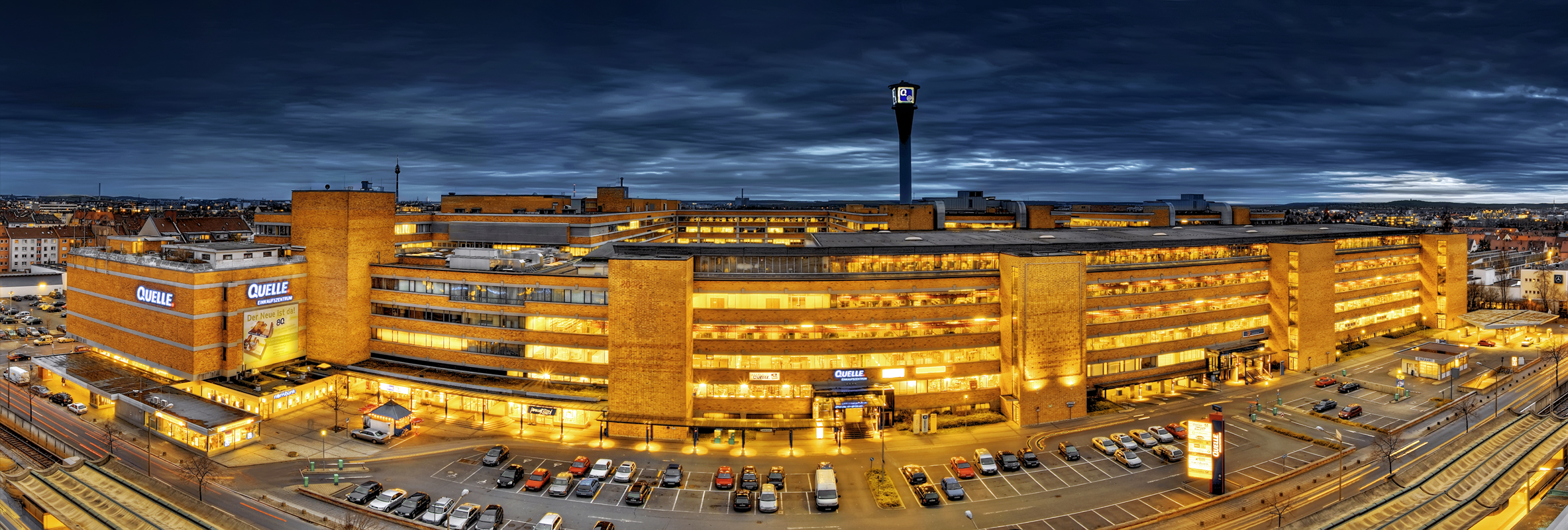
Quelle-Einkaufszentrum und Großversandhaus in Nürnberg bei Nacht 2007

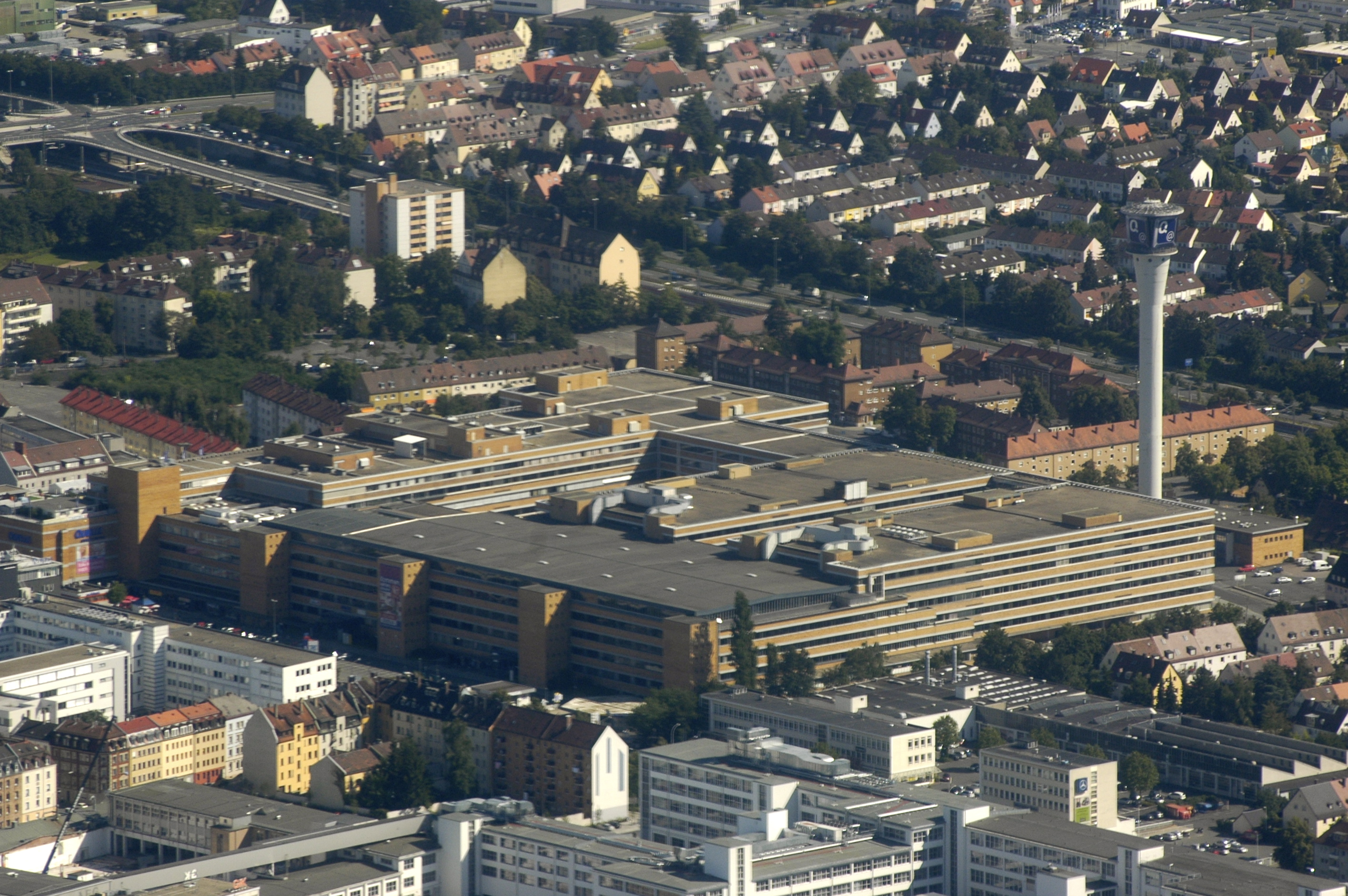
Quelle-Großversandhaus, Quelle-Kaufhaus und Quelleturm an der Fürther Straße in Nürnberg, 2009. Architekt: Ernst Neufert.

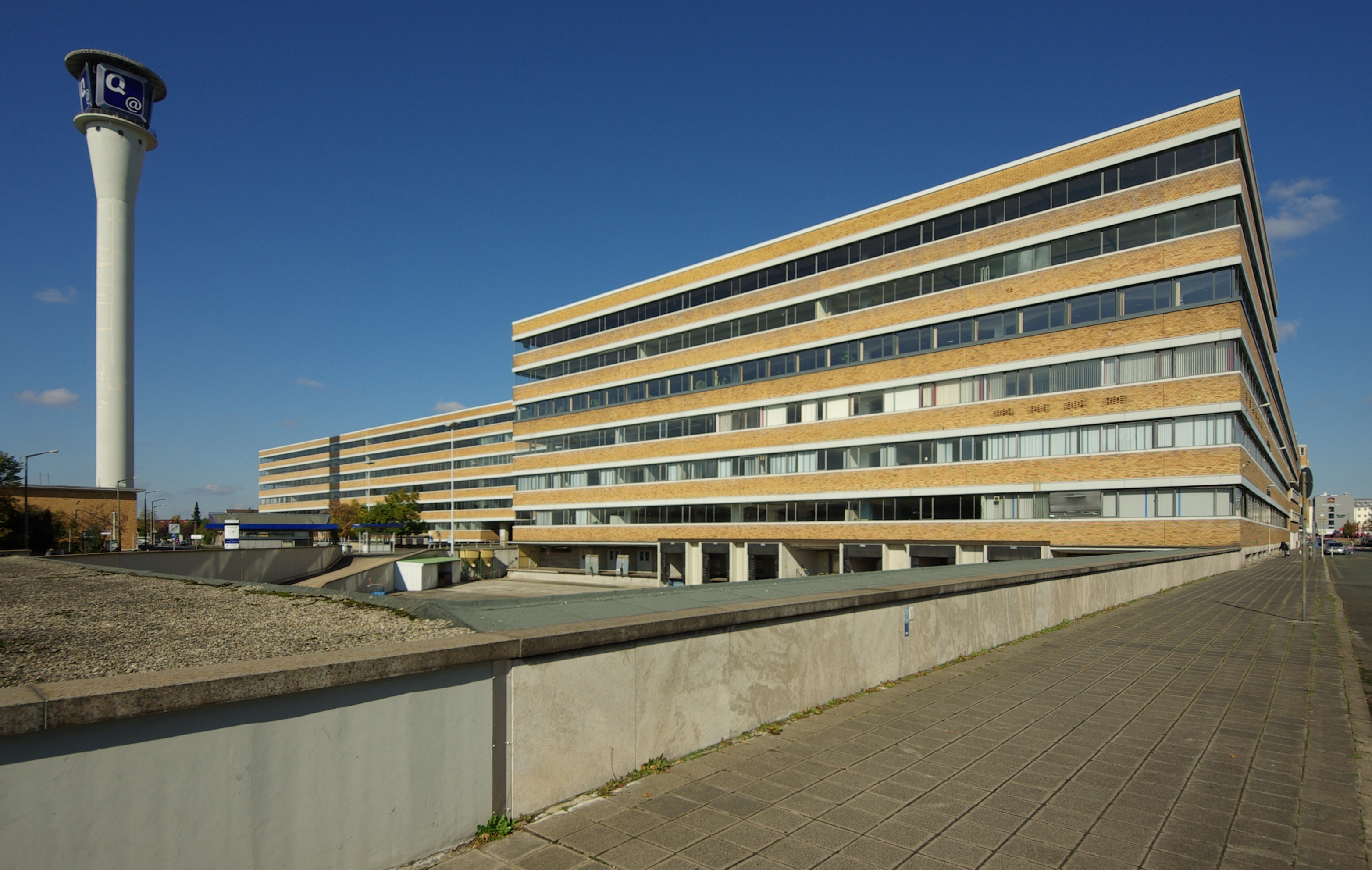
Quelle-Großversandhaus in Nürnberg, Südfassade und Quelleturm, 2011

### 1933–1945: Nationalsozialismus und Arisierungsgewinne
Im November 1932 trat Schickedanz der NSDAP bei. 1935 wurde er Ratsherr seiner Heimatstadt Fürth. 1935 übernahm Schickedanz die Rechte an der Marke Tempo, die Vereinigten Papierwerke in Nürnberg, die Brauerei Geismann und weitere Firmen unter Wert von ihren ehemaligen jüdischen Eigentümern, was ihm im Zuge der sogenannten Arisierung aufgrund seiner NSDAP-Mitgliedschaft möglich war. 1938 konnte das Versandhaus Quelle zwei Millionen Stammkunden zählen und 1939 erreichte es einen Umsatz von 40 Millionen Reichsmark. Im Juni 1942 heiratete Gustav Schickedanz Grete Lachner (1911–1994), die bereits 1927 im Alter von 15 Jahren von Schickedanz’ erster Ehefrau Anna als Lehrmädchen bei Quelle angestellt worden war und mit der er seit 1931 eine intime Beziehung unterhielt. Grete Schickedanz brachte an ihrem 32. Geburtstag, dem 20. Oktober 1943, im Luftschutzbunker der Nürnberger Frauenklinik die Tochter Madeleine zur Welt.
Im Jahr 1943 wurde das Lager des Fürther Unternehmens durch alliierte Bombenangriffe zerstört und der Versandhandel eingestellt.

### 1945–1974: Berufsverbot, Entnazifizierungsverfahren und Neuanfang
1945 wurde gegen Gustav Schickedanz von den Alliierten ein Berufsverbot verhängt, sein Eigentum beschlagnahmt und er wurde zu Haft mit Zwangsarbeit verurteilt, aus der er 1948 entlassen wurde. Die treuhänderische Verwaltung des Unternehmens Quelle übernahm Schickedanz’ Schwester Liesl Kießling. Seine Ehefrau Grete Schickedanz eröffnete bereits 1946 in Hersbruck das erste Quelle-Verkaufsgeschäft der Nachkriegszeit für Textilien. Der Umsatz lag bei etwa 315.000 Mark. Ab 1948 wurde das Versandgeschäft von Quelle wieder aufgebaut. Gustav Schickedanz wurde im Entnazifizierungsverfahren durch die Hauptspruchkammer Nürnberg im März 1949 nur als „Mitläufer“ eingestuft. In der Anklage war davon die Rede, dass von seinem damaligen Vermögen von 9,3 Millionen DM über 7 Millionen aus jüdischem Besitz stammten. Zwar hatte Schickedanz insbesondere Grundstücke in den Jahren 1943 bis 1945 in großem Umfang an seine Frau und seine Tochter überschrieben, darunter auch die ehemals jüdischen Camelia-Werke (Besitzer ehemals die Brüder Emil und Oskar Rosenfelder) in Heroldsberg und die Textilfabrik Ignaz Mayer in Fürth, doch nachweisbar blieben die „hervorragenden Beziehungen“ von Schickedanz zur örtlichen nationalsozialistischen Gauleitung. Bereits 1949 wurde Schickedanz jedoch freigesprochen, insbesondere aufgrund wirtschaftlicher Erwägungen.
Gustav Schickedanz wurde 1949 formal rehabilitiert und bekam die Vollmacht über seine Unternehmen zurück. Grete Schickedanz wurde Generalbevollmächtigte und Mitglied des Konzernbeirats. 1952 von der Stadt Fürth geehrt, wurde Gustav Schickedanz 1959 Fürther Ehrenbürger. 1961 wurde er mit dem Bayerischen Verdienstorden ausgezeichnet. 1953 bis 1969 wurde das große Versandzentrum an der Fürther Straße in Nürnberg errichtet. 1954 betrug der Umsatz von Quelle 260 Millionen Mark, nach zahlreichen Eingliederungen weiterer Unternehmen in den Konzern betrug der Umsatz 1972 fünf Milliarden Mark. Zwei Jahre später betrug der Umsatz bereits 6,4 Milliarden Mark bei 36.000 Mitarbeitern.

### 1975–2009: Von der Gründung der Holding bis zur Insolvenz
Anfang 1975 trat Grete Schickedanz als persönlich haftende Gesellschafterin in die neugebildete Gustav und Grete Schickedanz Holding KG ein. Sie engagierte sich für soziale Verbesserungen in ihrem Unternehmen. Auf ihre Initiative gehen unter anderem der Bau eines Altenheims und eines Kindergartens in Fürth zurück. Außerdem setzte sie für die Quelle-Mitarbeiter eine fortschrittliche Altersruhegeldregelung durch, wie sie erst Jahre später gesetzlich verankert wurde. Für ihre Leistungen wurde Grete Schickedanz unter anderem mit dem Großen Bundesverdienstkreuz (1976) mit Stern (1981) und Schulterband (1991), dem Bayerischen Verdienstorden (1979), der Ehrensenatorwürde der Universität Tübingen (1978), der Professorenwürde der Republik Österreich (1981), der Goldenen Bürgermedaille von Fürth (1978) sowie der Ehrenbürgerwürde von Fürth (1981) und Hersbruck (1981) geehrt.
Nach dem Tod von Gustav Schickedanz am 27. März 1977 übernahm seine Witwe die Leitung des Versandhauses Quelle. Im Frühjahr 1983 legte Grete Schickedanz ihre Führungs- und Aufsichtsämter nieder. Die unternehmerischen Interessen ihrer Tochter Madeleine Schickedanz wurden in der Folge von deren erstem Ehemann Hans-Georg Mangold, den sie 1965 geheiratet hatte, übernommen, später vom zweiten Ehemann Wolfgang Bühler, der bis zur Scheidung im Jahre 1997 in der Unternehmensleitung tätig war. Ebenfalls in der Unternehmensleitung war von 1977 bis 1989 der Ehemann der Tochter Louise, Hans Dedi. 1999 wurde Quelle in eine Aktiengesellschaft umgewandelt (Quelle Schickedanz AG & Co.) und fusionierte mit dem Warenhauskonzern Karstadt AG zur KarstadtQuelle AG, ab 2007 Arcandor AG.
Nach Angaben des Arcandor-Konzerns wurde zum 1. Januar 2006 aus der Quelle AG die Quelle GmbH. Konrad Hilbers führte das Unternehmen als Vorsitzender der Geschäftsführung, ihm zur Seite stand der zweite Geschäftsführer Wolfgang Binder. Quelle war das größte Unternehmen der Arcandor-Versandhandelsgruppe Primondo, die seit März 2007 alle Versandhandelsaktivitäten des Konzerns bündelte.
Am 9. Juni 2009 reichte die Quelle GmbH Deutschland den Insolvenzantrag ein; am 16. November 2009 meldete die größte Auslandstochter, die Quelle AG Österreich, den Konkurs an. Die Namensrechte an Quelle wurden im November 2009 von einem Konkurrenten, der Otto Group, gekauft.
Mit Anfang Juni 2023 wird Quelle Österreich mit dem Online-Versandhändler Universal verschmolzen.

### 2011–2013: Neuer Versuch im Online-Handel
Im August 2011 wurde unter der Webadresse www.quelle.de ein Online-Marktplatz eingerichtet, auf dem Händler ihre Waren anbieten konnten. Wegen mangelnden Erfolgs wurde der Online-Marktplatz zum 1. Mai 2013 eingestellt. Seit 2. Mai 2013 ist www.quelle.de ein Universalversandhaus.

## Standorte und Vertriebskanäle

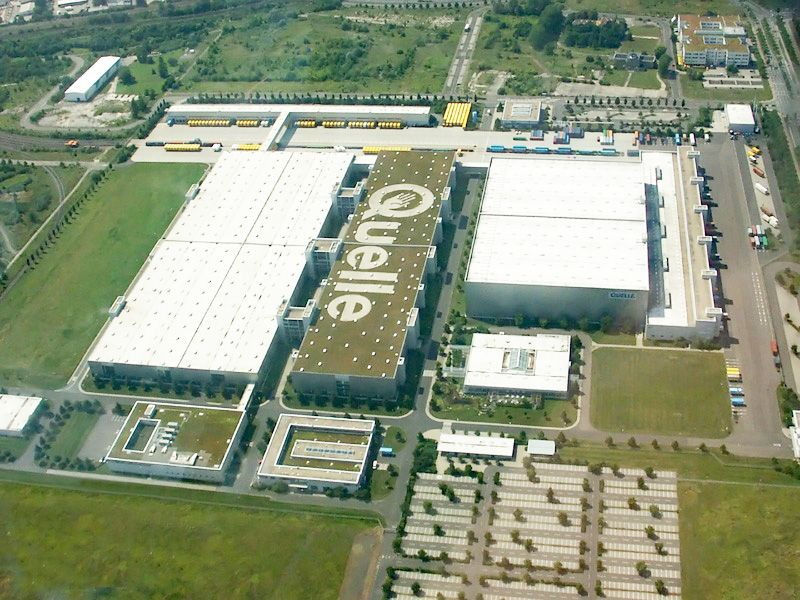
Das ehemalige Quelle-Versandzentrum in Leipzig-Mockau, 2008

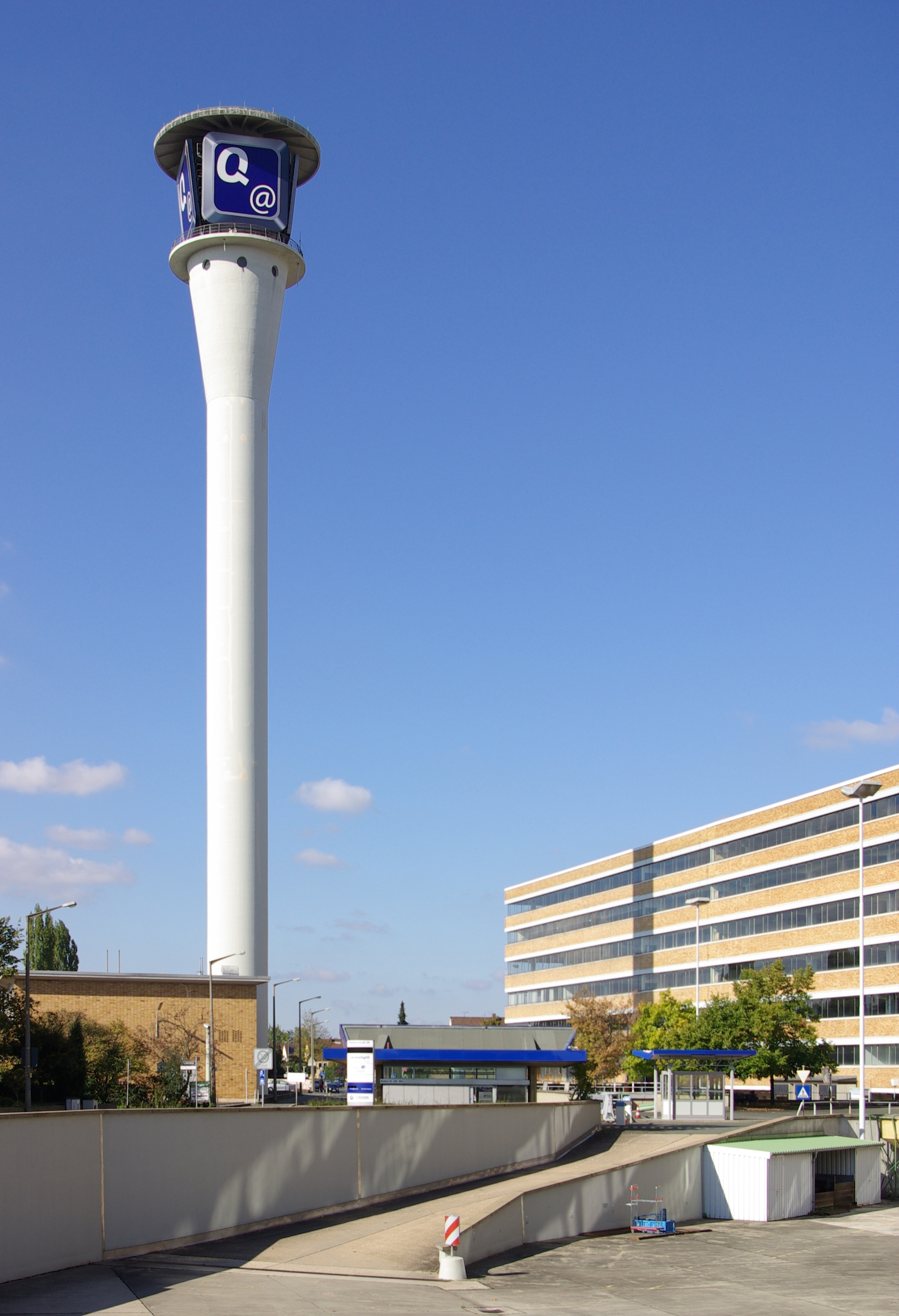
Der 90 m hohe Quelleturm in Nürnberg, 2011

Das Unternehmen Quelle war zu weiten Teilen in Fürth (Bayern) und Nürnberg sowie in Leipzig (Sachsen) angesiedelt und beschäftigte europaweit etwa 8000 Mitarbeiter. Dazu zählten die Mitarbeiter der Inlandstöchter (z. B. Profectis, Foto Quelle, SB-Gross Handels-GmbH) sowie die Töchter im Ausland (Estland, Griechenland, Italien, Kroatien, Lettland, Litauen, Polen, Österreich, Rumänien, Russland, Schweiz, Slowakei, Slowenien, Tschechien, Türkei, Ukraine und Ungarn).
Ein Großteil des Versandgeschäfts wurde über sogenannte Sammelbesteller abgewickelt. Quelle gab Rabatte, wenn sich mehrere Kunden oder Familien für die Versandbestellung zusammenschlossen. Daraus entwickelte sich ein stark vom Unternehmen geförderter besonderer Vertriebsweg, der schließlich zu privat geführten kleinen Ladengeschäften führte. Hohe Bedeutung hatte auch der Verkauf auf Kredit. Kleinkredite wurden von der angeschlossenen Bank (zunächst Noris Kaufhilfe, später Norisbank bzw. Noris Verbraucherbank GmbH) ohne größere Formalitäten und Sicherheiten gewährt.
Quelle unterhielt 18 Landesgesellschaften (inklusive Deutschland). Drei Töchter (Profectis, Foto Quelle und die SB–Gross Handels–GmbH) unterstützten das Kerngeschäft.
Quelle war einer der größten Kunden der Deutschen Post, denn im Gegensatz zu Hermes des Versandhauses Otto verfügte Quelle über kein eigenes Lieferunternehmen für Pakete. Große Artikel, die nicht per Post verschickt werden konnten, wurden über Speditionen zum Kunden gebracht.
Quelle sah sich als Multi-Channel-Unternehmen mit den Vertriebskanälen E-Commerce, Katalog, Ladengeschäfte, Mobiltelefon und dem Teleshopping-Kanal HSE24.
Das Versand- und Kaufhaus der Fa. Quelle in Nürnberg an der Fürther Straße steht seit vielen Jahren unter Denkmalschutz. Letzter Verkaufstag war der vierte Adventssamstag (19. Dezember 2009) im Jahr 2009. Zuvor versuchte der Insolvenzverwalter noch die übriggebliebene Ware im Wert von 50 Mio. Euro an Drittverwerter zu verkaufen. Die letzten Mitarbeiter sind zum 28. Februar 2010 gekündigt worden. Seit 2009 steht der Großteil des Gebäudes leer, bis 2015 waren lediglich knapp 30.000 m² für eine Schule und Künstlerateliers als Zwischennutzung vermietet. Seit 2017 ist das Gebäude vollständig entmietet und mit einem knapp 2 km langen Bauzaun abgesperrt. Das Gebäude wurde 2015 im Rahmen einer Zwangsversteigerung für 16,8 Mio. Euro an den portugiesischen Shopping-Center-Betreiber Sonae Sierra verkauft. Mit 250.000 m² ist das Gebäude, nach dem Flughafen Berlin-Tempelhof, die zweitgrößte leerstehende Immobilie Deutschlands. Im Juni 2018 verkaufte Sonae Sierra das Gebäude an den Düsseldorfer Immobilienentwickler Gerchgroup. Alle bisherigen Pläne zur Wiederbelebung des leerstehenden Gebäudes sind bis dato entweder an der Finanzierung oder am Denkmalschutz gescheitert. Die Gerchgroup will nach ersten Angaben das Gebäude überwiegend zur Wohn- und Gewerbenutzung umbauen. Das ehemalige Heizhaus des Areals soll von der Entwicklung ausgenommen werden und in der Verwendung des Quelle-Künstlerkollektivs bleiben.
2018 wurde das Gebäude an die Gerchgroup verkauft; es soll unter dem Namen „The Q“ unter anderem ein Zentrum der städtischen Verwaltung werden. Der Umbau begann 2021.
Die Gerchgroup meldete im August 2023 Insolvenz an, im September 2023 wurden alle Baumaßnahmen kurzfristig gestoppt.

### Ladengeschäfte
Bekannt waren vor allem die Quelle-Partnerfilialen, ehemals als „Quelle-Agenturen“ bezeichnet. Ihre Zahl wurde seit 2004 von 6000 auf 1600 (Stand 06/2009) reduziert. Sie waren rechtlich selbständige Ladengeschäfte auf Provisionsbasis.

### Warenhäuser
Bis in die 1980er Jahre gehörte Quelle zu den damals fünf großen deutschen Warenhausketten. Ein Teil der Häuser wurde ab Anfang der 1990er Jahre von der Hertie Waren- und Kaufhaus GmbH weitergeführt. Daneben wurden in rund 120 Städten Technikgeschäfte („Quelle-Technorama“) entwickelt, die später auch Teile aufgelöster Warenhäuser übernahmen. In den Warenhäusern und Technikgeschäften konnte das volle Sortiment aus den Katalogen bestellt und die Ware anschließend versandkostenfrei abgeholt werden (Bestellannahmen). Für den Vertrieb von mangelhaften und/oder Umtauschwaren aus dem Versandhandel gab es spezielle Läden („Quelle-Fundgrube“).
Standorte der Warenhäuser waren u. a. Ansbach, Augsburg (Gögginger Straße), Berlin (Karl-Marx-Straße, Wilmersdorfer Straße), Bielefeld, Bochum (Ruhrpark Shopping-Center), Darmstadt, Duisburg, Erlangen, Essen (Limbecker Platz), Fürth, Hagen (Elberfelder Straße), Hamburg (Elbe-Einkaufszentrum), Hannover (Osterstraße), Hersbruck, Kempten, Koblenz (Zentralplatz), Kulmbach (Fußgängerzone), Mainz (Am Brand), Mönchengladbach, Neuss, Nürnberg und Regensburg (Donau-Einkaufszentrum).

### Kataloge
Der Quelle-Hauptkatalog hatte in der Herbst/Winter-Saison 2009 eine Auflage von rund acht Millionen Exemplaren und kostete in der Herstellung 20 Millionen Euro. Außerdem gab Quelle Deutschland über 20 Spezialkataloge heraus.
- Foto-Quelle (Revue):[24] einstmals laut Eigenwerbung das „größte Fotohaus der Welt“
- Gesünder leben mit Medizin- und Pflegehilfsprodukten
- Blumensträuße, ähnlich wie Fleurop, jedoch als Bestelldienst
- Die neue Küche, Küchenkatalog und separater Einbaugerätekatalog
- Mein Möbel-Discounter
- Spiel mit, Spielwaren-Katalog
- Meine Größe
- Men’s Style
- Madeleine Mode (benannt nach Madeleine Schickedanz, der Tochter der Inhaber)
- Schmuck und Uhren
- Mein Baby & ich

Dazu kamen neben Monatskatalogen unregelmäßig versandte Aktionskataloge mit reduzierten Preisen, Auslaufwaren und Restbeständen.
Stammkunden bekamen von Zeit zu Zeit Kataloge, die einen festen Einband (Hardcover) besaßen.

### Eigenmarken
Neben Markenartikeln vertrieb Quelle zahlreiche Eigenmarken. Die dahinterstehenden Produkte wurden meistens von namhaften Herstellern zugeliefert und für die Quelle-Marken oft in Design und Technik vereinfacht, um einen niedrigeren Preis zu rechtfertigen. Bekannte Beispiele sind:
- Quellux: Eigenmarke vor der Einführung von Privileg 1964
- Privileg: Ab 1964 Marke vor allem für Haushalts- und Küchengeräte, aber auch für Bürogeräte wie Schreibmaschinen und Taschenrechner
- Universum: Unterhaltungselektronik und Multimedia
- Simonetta: Radio- und Tonbandgeräte
- Good Play: Spielwaren
- Casamaxx: Möbel[25]
- Revue: Fotokameras

### E-Commerce und Teleshopping
Neben ihrem Katalog setzte die Quelle GmbH als eines der ersten deutschen Versandhäuser auf das Medium Internet. Im E-Commerce befand sich das Unternehmen im Wettbewerb mit Unternehmen wie Amazon oder Ebay. Zuletzt war im Internet ein deutlich breiteres und tieferes Sortiment als im Katalog erhältlich. Laut einer comScore-Untersuchung von 2007 lag Quelle im Internethandel in Deutschland auf dem dritten Platz, hinter Otto-Versand und Amazon.
Über den Teleshopping-Kanal HSE24 vertrieb Quelle seit 2008 insbesondere Küchen. HSE24 gehörte – ebenso wie Quelle – zur Primondo-Gruppe.

### Tochtergesellschaften
Im Laufe der Zeit gründete Quelle zahlreiche Tochtergesellschaften, mit denen neben dem bzw. rund um den Versandhandel weitere Produkte und Dienstleistungen angeboten wurden. Manche davon wurden später eigenständige Unternehmen.
- Foto-Quelle: Fotoarbeiten und -artikel. 2009 von ORWO übernommen und als Marke 2023 vollständig von ORWO vom Markt genommen.[27]
- Reise Quelle: Reiseveranstalter. Wurde nach der Eingliederung in den Arcandor-Konzern in dessen Reise-Tochter Thomas Cook integriert.
- Norisbank: Ursprünglich zur Vergabe von Kleinkrediten zur Finanzierung von Quelle-Artikeln gegründete Kreditbank, die später eigenständig und von der Deutschen Bank übernommen wurde.
- Profectis Technischer Kundendienst: Reparaturservice für Quelle-Produkte aller Art, später auch für Produkte von Neckermann und Karstadt. Nach der Quelle-Insolvenz verkauft und als eigenständiges Unternehmen weitergeführt. Zuletzt gehörte die Firma zu MediaMarktSaturn, war jedoch nicht profitabel und wurde Ende 2019 geschlossen.[28]
- SB–Gross Handels–GmbH: Großhandel
- Apollo-Optik: 1969 als Augenoptik-Marke der Foto-Quelle gegründet; 1972 verselbstständigt.
- Küchen-Quelle: Der Küchenanbieter wurde aus der Insolvenzmasse 2009 herausgelöst und bestand noch bis Mai 2023. Allerdings meldete das Unternehmen bereits im November 2022 Insolvenz an. Die Sanierung konnte nicht erfolgreich abgeschlossen werden.[29]
- Madeleine Mode: Das nach der Tochter des Unternehmenspaares Gustav und Grete Schickedanz benannte Modeunternehmen mit Hauptsitz in Zirndorf meldete im November 2023 Insolvenz an. Gleichzeitig sprang der letzte Investor ab, so dass das Unternehmen zum 31. Dezember 2023 den Betrieb einstellte und den 230 verbliebenen Beschäftigten kündigte.[30][31]

### Nahestehende Unternehmen
Unter der Bezeichnung „Quelle“ firmierten neben der Quelle GmbH weitere Unternehmen, u. a. die in Linz ansässige Quelle AG, die in St. Gallen ansässige Quelle Versand AG, die in Essen ansässige Karstadt Quelle Information Services GmbH sowie weitere Unternehmen in der Dienstleistungs- und Immobilienbranche.

## Die Arcandor-Quelle-Insolvenz

Geschlossene und geräumte Quelle-Filiale in Lübeck, November 2009

Am 9. Juni 2009 stellte Arcandor für sich und Quelle beim Amtsgericht Essen Insolvenzantrag. Für die Mitarbeiter galt eine dreimonatige Gehaltsweiterzahlung im Wege der Insolvenzgeldvorfinanzierung, somit letztlich aus Mitteln der Arbeitsagentur. Die Geschäfte sollten wie gewohnt weitergeführt werden.
Am 29. Juni 2009 vereinbarten hochrangige Vertreter der Bundesregierung und der Bundesländer Bayern und Sachsen entgegen den Empfehlungen des Bundeswirtschaftsministers zu Guttenberg einen dringenden Massekredit für das Versandhaus in Höhe von 50 Millionen Euro. Den Kredit teilten sich zur Hälfte mit 25 Millionen Euro der Bund, das Land Bayern mit 20,5 Millionen und das Land Sachsen mit 4,5 Millionen Euro. Dieser Kredit lief bis zum 31. Dezember 2009. Der staatliche Kredit war notwendig geworden, um die Geschäfte fortführen zu können und insbesondere den Druck des Herbst-Winter-Kataloges 2009 sicherzustellen, dessen Druck und Auslieferung von den Druckereien Schlott und Prinovis aufgrund Zahlungsunfähigkeit seitens Quelle zeitweilig ruhte.
Am 1. September 2009 wurde das Insolvenzverfahren über der Quelle GmbH eröffnet und der Kölner Rechtsanwalt Klaus Hubert Görg zum Insolvenzverwalter bestellt. Am 19. Oktober 2009 teilte der Insolvenzverwalter Klaus Hubert Görg nach Angaben der Financial Times Deutschland mit, dass das Versandhaus Quelle abgewickelt werden sollte. Als Grund nannte Görg, dass nach ergebnislosen Verhandlungen mit einer Vielzahl von Investoren „Insolvenzverwalter wie Gläubigerausschuss jetzt keine Alternative zur Abwicklung von Quelle Deutschland mehr“ sähen. Für den Nachmittag des 20. Oktober 2009 kündigte Görg eine Mitarbeiterversammlung in Nürnberg an. Formal wurde der Beschluss zur Liquidation auf einer Gläubigerversammlung am 11. November 2009 bestätigt.

## Folgen der Insolvenz

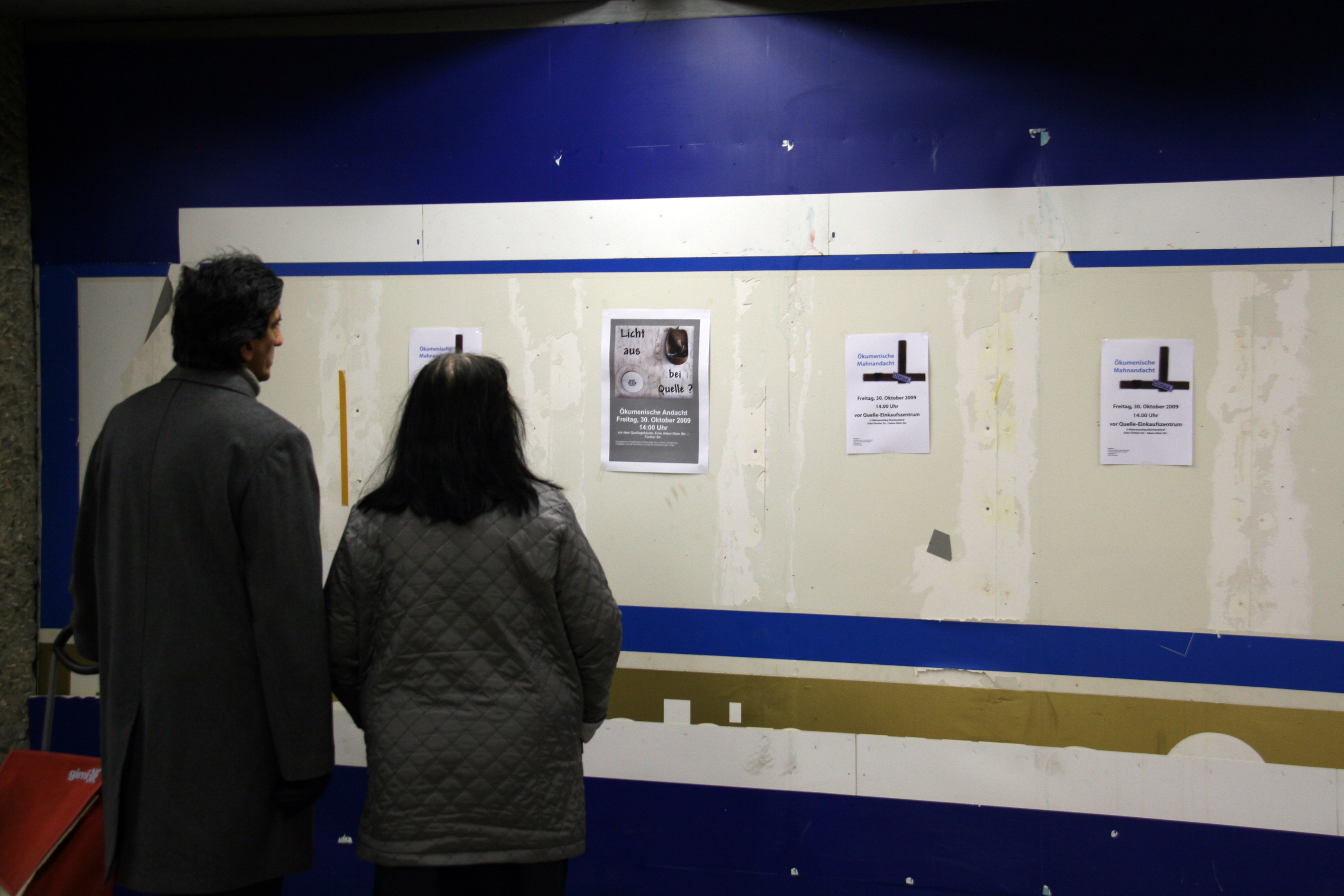
Protestaktionen der Beschäftigten zur Schließung des Versandhauses in Nürnberg

Geschlossene Quelle-Filiale in München (2010).

Mit der Abwicklung des Unternehmens wurde durch einen vom 1. November bis kurz vor Weihnachten 2009 laufenden Ausverkauf der Lagerbestände durch Gewährung von großen Rabatten auf den Katalogpreis begonnen. Der Verkauf über das Internetportal quelle.de wurde bereits am 30. November 2009 aufgrund angeblich zu hoher Kosten eingestellt, daraufhin wurden zum 1. Dezember 2009 1.300 Mitarbeiter arbeitslos. Die im Zuge der Insolvenz verbliebenen ca. 30 Technikfilialen wurden nach deren Beteiligung am Ausverkauf kurz vor Weihnachten 2009 geschlossen.
Das Versandhaus Otto bekundete im Oktober 2009 Interesse an den Primondo-Spezialversendern Baby-Walz, Elégance, Hess Natur und den Auslandstöchtern der Quelle GmbH.
Da in der Region Nürnberg/Fürth in der Vergangenheit schon eine Vielzahl von größeren Unternehmen wie Grundig AG und AEG aufgegeben werden mussten, stand die Region vor einem neuen strukturellen Problem. Als Folge der Firmenpleite rechnete die Stadt Fürth mit einem Anstieg der Arbeitslosigkeit um mehr als fünf Prozent, während Rainer Bomba, damals Leiter der Arbeitsagentur Bayern, einen Anstieg der Arbeitslosenquote in Nürnberg um über drei Prozentpunkte (von 8,8 auf 12 Prozent/ +36 Prozent) Anfang November prophezeite. Zum 1. November mussten sich etwa 4000 Mitarbeiter bei der Bundesagentur für Arbeit arbeitslos melden; für die Bewältigung dieses Ansturms auf die Bundesagentur wurde im Quelle-Versandhaus in Nürnberg eigens eine provisorische Außenstelle der Agentur für Arbeit eingerichtet. Die Quelle GmbH hatte insgesamt zuletzt ca. 3300 Mitarbeiter. Die 4000 Mitarbeiter, welche im Raum Nürnberg ab Anfang November arbeitslos wurden, waren zu großen Teilen auch Mitarbeiter anderer Tochterfirmen von Primondo.

### Auswirkungen bei DHL
Der Logistikpartner DHL der Deutschen Post AG kündigte an, als Konsequenz die Standorte in Bochum, Lehrte und Nürnberg vollständig zu schließen und Stellen in der Verwaltung in Frankfurt am Main abzubauen. Insgesamt waren etwa 960 Mitarbeiter betroffen.

### Auswirkungen bei ausländischen Firmen
Betroffen von der Insolvenz der Quelle GmbH war auch das österreichische Tochterunternehmen mit rund 1100 Mitarbeitern. Nachdem sich kein Investor für Quelle Österreich gefunden hatte, wurde am 16. November 2009 ein Konkursverfahren eröffnet. Die ehemalige Landesgesellschaft wurde zerschlagen, das Onlineportal wurde von der Otto Group, die die Markenrechte an Quelle besitzt, mit Beginn des Jahres 2011 wiederbelebt. Das Portal von Quelle in der Schweiz verweist seit dem 1. März 2023 zum Versandhandel Ackermann.
Infolge der Insolvenzen und der folgenden Verkäufe einiger Auslandsgesellschaften des Versandhauses sind viele ehemalige Quelle-Webseiten nicht mehr aufrufbar. Unter dem Namen Quelle hat die Otto Group neben dem österreichischen Onlineportal auch das schweizerische wiederbelebt, daneben führt der Konzern auch das russische Portal weiter. Die rumänische Adresse leitet auf Quick24 (S.C. Quick 24 Mail Order Services S.R.L.) weiter, die umbenannte ehemalige Landesgesellschaft von Quelle, die von einer rumänischen Investmentgesellschaft aufgekauft wurde. Das Portal in Ungarn verweist auf Onlineportale der Otto Group in diesem Land.

### Auswirkungen bei Privileg
Am 3. November wurde der Verkauf von Waschmaschinen und Kühlschränken der Quelle-Eigenmarke Privileg eingestellt, da Lieferanten Eigentumsvorbehalte angemeldet und die an Quelle bereits gelieferten Geräte teilweise wieder abgeholt hatten. Insolvenzverwalter Görg sah sich gezwungen, beim Amtsgericht Essen drohende Masseunzulänglichkeit anzumelden. Gegen den Insolvenzverwalter Görg wurde am 6. November von mehreren Quellelieferanten Strafanzeige erstattet, da er zugesicherte Zahlungen nicht getätigt haben soll. Ab 1. Dezember 2009 sollte in den Technik-Centern wieder weiße Ware unter den Markennamen verkauft werden, weil entsprechende Absprachen mit den Lieferanten getroffen werden konnten.

## Verkauf von Unternehmensteilen
Anfang November 2009 wurde bekannt, dass der Markenname Quelle mitsamt den Kundendaten für Deutschland und die mittelosteuropäischen Auslandsmärkte an die Otto Group verkauft wird. Als einzige Auslandstochter wird das Russlandgeschäft von Quelle ebenfalls an Otto verkauft und unter altem Namen weiterbetrieben. Als Auflage für die kartellrechtliche Zustimmung wurde am 17. Februar 2010 verfügt, dass die mit übernommenen Quelle-Marken wie Universum, Webschatz oder Casamaxx weiterverkauft werden müssen und deren Käufer ebenfalls Zugriff auf die Kundendaten von Quelle erhalten. Davon ausgenommen ist nur die Marke Privileg. Am 19. März 2010 begann die Otto Group mit der Wiederbelebung der deutschen Quelle-Internetpräsenz, die übergangsweise auf die unterschiedlichen Otto-Marken und deren Onlineportale verwies.
Am 10. November teilte die Insolvenzverwaltung von Arcandor mit, dass der Teleshopping-Kanal HSE24 an den französischen Finanzinvestor Axa Private Equity verkauft wurde. Die Callcenter in Cottbus und Emden, die auch für HSE24 das Geschäft betreuen, werden durch den Outsourcing-Dienstleister Walter Services aus Ettlingen übernommen.
Die Marke Küchen-Quelle wurde mit dem vollständigen Geschäftsbetrieb, 150 Mitarbeitern und den dazugehörigen Küchenstudios (mit Ausnahme der Hamburger Filiale) durch das Investorenkonsortium Franken der Unternehmer Alexander Fackelmann, Hannes Streng (BU), sowie dem früheren Quelle-Bereichsleiter von Küchen-Quelle, Bernd Warnick und der von Christian Bühler (Sohn von Madeleine Schickedanz) gegründeten Firma MittelstandsInvest als Gesellschafter übernommen. Seit 20. November 2009 agiert der inzwischen deutschlandweit auf Küchenverkauf spezialisierte Betrieb als selbständige Küchen-Quelle GmbH.
Privileg, die Handelsmarke für Haushaltsgeräte, wurde von der Otto Group an den US-amerikanischen Haushaltsgerätehersteller Whirlpool verkauft. Die exklusiven Vertriebsrechte für Deutschland und Österreich verblieben allerdings bei Otto.
Foto Quelle wurde Ende November 2009 von ORWO Net aus Wolfen übernommen.
Am 18. Dezember 2009 wurde bekanntgegeben, dass der Service- und Reparaturanbieter Profectis, der den technischen Kundendienst bei Quelle gewährleistete, vom Servicedienstleister RTS Elektronik Systeme GmbH mit Sitz in Wolnzach in Oberbayern übernommen wird. Der Hauptsitz von Profectis verbleibt in Fürth.
Die vier ausländischen Quelle-Gesellschaften in Polen, Tschechien, der Slowakei und dem Baltikum mit Estland und Lettland wurden am 21. Januar 2010 an den schwedischen Versandhändler Halens verkauft. Der Versandhandel dort wird mittlerweile unter dem Namen Halens weitergeführt, die ehemaligen Onlineportale von Quelle sind nicht mehr aktiv. Der rumänische Quelle-Versandhandel wurde an die Panatek Investment Group verkauft, die den Online-Versandhandel seit Oktober 2010 unter dem neuen Namen Quick24 fortführt. Quelle hatte in Rumänien die führende Position im Versandhandel inne.
Im Februar 2010 wurde bekannt, dass die Dr. Hein GmbH aus Nürnberg beabsichtigt, den Quelle-Spezialkatalog Gesünder leben weiterzuführen. Der Start des Bereiches erfolgte in einem Stufenkonzept unter dem Namen Dr.Hein Gesundheitswelt offiziell am 30. November 2010 in Nürnberg.
Nachdem schon die Markenrechte am Namen Quelle an die Otto Group verkauft worden waren, übernahm das Versandhaus auch die Schweizer Quelle-Gesellschaft nebst ihrer Schwestermarke Ackermann. Beide Portale sind seit Juli 2010 wieder aktiv und werden über das österreichische Tochterunternehmen von Otto, der Unito Versand & Dienstleistungen GmbH, geführt. Die österreichische Tochter hat außerdem zum 1. Januar 2011 in Österreich mit einer neuen Quelle-Internetpräsenz den Versandhandel unter dem Markennamen Quelle wieder aufgenommen. Der Neustart für quelle.de erfolgte am 10. August 2011 als Online-Marktplatz. Dieser Marktplatz wurde zum 1. Mai 2013 mangels Erfolg eingestellt. Seit dem 2. Mai 2013 ist Quelle.de wieder ein Universalversandhändler mit den Kernsortimenten Technik und Möbel und wird ebenfalls, nach dem Erfolg in der Schweiz, von der Unito Versand & Dienstleistungen (Teil des Baur Versand) betrieben.